# 英国君主加冕礼
英国君主加冕礼（英語：Coronation of the British monarch）是正式加冕大不列颠及北爱尔兰联合王国君主并授予其王权象征物的仪式（具体来说，等於成人礼）。歷史上來說，其他歐洲國家曾與英国君主加冕礼一样隆重，但这些国家现以举行就职或登基典礼取代加冕。
加冕礼帶有歡樂氛圍，因此通常在前一位君主去世数月后才举行，這也給加冕礼策划者足够的时间来進行详尽精细的准备，例如查理斯三世在2022年9月8日即繼承王位，但要到隔年（2023）5月6日才會举行加冕礼；其母親伊丽莎白二世的加冕典禮也是在繼位（1952年）的隔一年（1953年）才舉行。
加冕礼主持人是英格兰国教会中最高級的聖品人：坎特伯雷大主教，其他神职人员及贵族成员也在加冕礼中发挥自己的作用。按要求，绝大多数参与者都应着正式制服或礼服，许多其他政府官员及宾客，包括他国代表也會受邀参加。
加冕礼的基本要素千年来基本没有改变。君主首先面见臣民、接受欢呼，然后宣誓維護法律与国教，接着受膏、加冕，被主教授予王权象征物，最后接受臣民致敬。

## 历史
加冕礼的主要元素及最早的宣誓誓詞是由圣邓斯坦於973年為埃德加所設计，其中吸取了任命主教及法蘭克人之王的仪式，此後基本元素基本上並無改变。12世纪，受欧洲的影响，加冕仪式變得更为繁複，后来又有多次修改，包括将誓詞译成英语，在宗教改革及国王詹姆斯二世时期省略了圣餐禮，但后来又被恢复，直到伦敦主教亨利·康普顿在1689年最后一次修改仪式後便沿用至今。
不列颠历史上的加冕时機多有变动。诺曼王朝第一个君主"征服者威廉一世"在繼位之日—1066年10月25日—就立即加冕了，他的绝大多数继承者们也是在繼位後数周、甚至数日之内完成加冕。爱德华一世雖在第九次十字军东征中获得王位，但在1274年回国后就立即加冕了。相似的是爱德华二世的加冕礼也因他1307年在苏格兰战斗而推迟。亨利六世1422年获得王位时只有几个月大，等到1429年才加冕，1437年才正式接管政府。18世纪末至19世纪，汉诺威王朝的君主们将等待加冕的时间延长至数月，认为哀悼前一位君主之后再举行加冕礼才合时宜，而且这样一来也有充足的时间規劃加冕。此后包括乔治四世都在获得王位至少一年之后才举行加冕礼，而爱德华八世於1936年讓位乔治六世，因此乔治六世的加冕日期早已確定。
由于获得王位后往往要过一段时间再举行加冕礼，一些君主因而从未被加冕。爱德华五世及简都在加冕前被废黜（爱德华五世1483年遭废黜，简则在1553年）。爱德华八世繼位當年(1936年)就退位，因而也没有加冕。然王权并非加冕时才获得，上一位君主駕崩時下一位君主就自动繼位，这就是“舊王已死，新王万岁（The King is dead. Long live the King.）”的意涵。
盎格鲁-萨克逊君主们的加冕地点不盡相同，包括巴斯、泰晤士河畔金斯顿、伦敦以及温彻斯特。末代盎格鲁-萨克逊君主哈罗德二世於1066年在西敏寺加冕，自此西敏寺成為后世所有加冕礼的场所。因为1216年法国人控制了伦敦，亨利三世在格洛斯特加冕，1220年又在西敏寺举行第二次加冕礼，200年后的亨利六世也举行了两次加冕礼：1429年在伦敦被加冕为英格兰国王，1431年在巴黎被加冕为法兰西国王。
英国内战后，奥利弗·克伦威尔拒绝王冠，但在1657年第二次就任护国公的仪式实际上就是加冕礼，只是名字不同罷了。
加冕礼有时可能为非握有统治权的君主举行。1170年王位继承人幼王亨利加冕为英格兰第二国王，从属于他的父亲亨利二世，这种加冕礼在中世纪的法国、德国很常见，但在英格兰仅有两例（另一个是796年麦西亚国王埃格弗里思的加冕礼，当时他的父亲奥法尚在人世）。更常见的是国王的妻子会加冕为王后，若国王加冕时已有配偶，则国王与王后共同举行加冕礼，历史上第一个这样的加冕礼是1154年英格兰亨利二世与阿基坦的埃莉诺的联合加冕礼，同类加冕礼還有18次，其中包括威廉三世与玛丽二世联合统治时的加冕礼，最近的一次则是2023年5月6日进行的查尔斯三世和卡米拉王后的加冕礼。如果国王加冕后才结婚或再婚，或出于其他原因国王之妻没有一起加冕，也有可能会单独另行加冕，首次單獨被加冕為皇后的是1068年佛兰德的玛蒂尔达，最后一个则是1533年的安妮·博林。最近一个加冕后结婚的国王是查理二世，但他的新娘布拉干萨的凯瑟琳并没有单独的加冕礼。
1953年伊丽莎白二世的加冕礼通过英国广播公司（BBC）在电视上播出。本来加冕礼的电视直播仅限于仪式进行到教堂内坛之前的部分，剩余的部分则是預先录制、删减所有意外插曲后才在电视上播放，这将使电视观众无法通过直播观看加冕礼的绝大部分主要仪式，这在媒体中引起了争论，甚至引发议会的质询。电视播出安排随后做了修改，整个加冕礼都通过电视直播，但涂圣油与领圣餐的环节除外，这两个环节在上一个加冕礼中也是禁止拍摄的，这两个环节直到30年后，才在女王的私人干预下公之于众。据估计，英国有超过两千万人通过电视观看了这个仪式，观众之多是电视出现以来前所未有的，加冕礼大大提升了观众对电视的兴趣。

## 参与者
出席加冕典礼者除了王室成員外，還包括外国元首、各國及英联邦的高官，其中一部分直接参加加冕礼。就伊丽莎白二世1953年的加冕礼来说，西敏寺挤进了7500名宾客，每个人都要将就着坐在最大不超过18英寸（460）的座位上。

### 神职人员
按照传统，加冕礼由坎特伯雷大主教主持。若其缺席，则由君主指定另一名主教主持。但也有几次例外，威廉一世是由约克大主教加冕的，因为坎特伯雷大主教是由對立教皇本笃十世任命，而此任命并不被保祿四世承认。爱德华二世由温彻斯特主教加冕，因为坎特伯雷大主教已被爱德华一世流放。玛丽一世是天主教徒，她拒绝是新教的大主教托马斯·克兰麦为她加冕，因此加冕礼由温彻斯特主教主持。詹姆斯二世遭废黜后，威廉三世与玛丽二世联合统治，但坎特伯雷大主教拒绝承认二人，加冕礼改由伦敦主教主持，由此可知，若坎特伯雷大主教缺席加冕礼，基本上均由另一位资历较老的神职人员代替，就优先程度看：约克大主教仅次于坎特伯雷大主教，伦敦主教位列第三，达勒姆主教第四，温彻斯特主教第五。但伊丽莎白一世是由無特別優先權的卡莱尔主教加冕，因为當時的高级聖品人“要么已故，要么太老、太衰弱，有的聖品人女王无法接受，有的聖品人不愿主持”。

### 国务重臣
按传统，国务重臣会参加加冕礼。上议院特别刑事审判长的位置15世纪以来时有空缺，宫廷长官自16世纪以来也时有空缺，但这两个位置因加冕仪式而复兴。掌礼大臣为君主准备礼服，协助掌礼大臣的包括礼服男仆及礼服大臣（为国王服务）或礼服女官（为女王服务）。五港同盟的男爵们也参加加冕礼，以前，这些男爵是众议院的成员，代表五个港口：黑斯廷斯、新罗姆尼、海斯、多佛以及桑威治，然而，19世纪的改革将这五个港口纳入全国通行的常规选区系统。此后的加冕礼中，男爵是挑選自市议员以专为参加加冕禮，男爵們最初在加冕礼中负责为君主披上仪式性的斗篷，1821年，此儀式最後一次出現是在乔治四世的加冕礼上，此後，男爵們仍参加加冕礼，但不再为君主披上斗篷。

### 其他参与者
许多地主及个人也可在加冕礼中有名誉“职责”或特权，此由特别的行政法院所决定，行政法院传统上由上议院特别刑事审判长掌管。第一个有记载的行政法院是1377年为理查二世的加冕礼所组建。都铎王朝时期，特别刑事审判长的世袭职能已与国王职能融合，因此，亨利八世专为加冕礼特别任命一个临时上议院特别刑事审判长，行政法院的职能实际由单独的理事们执行，此傳統延续至今，1952年行政法院同意西敏寺主持牧师的建议，由女王安排合理的加冕礼程序（近千年来，威斯敏斯特大教堂主持牧师及他的前辈们一直保存有一本未公开发表的红色行事手册）；接受达拉谟主教及巴斯与威尔斯主教的要求，同意他们在女王进出威斯敏斯特大教堂时走在她的两侧，并在整个加冕礼过程中站在女王两旁；接受什鲁斯伯里伯爵的要求，同意他以爱尔兰上议院特别刑事审判长的身份执白色权杖；接受西敏公学女王奖学金获得者的要求，同意他们代表民众第一个为君主欢呼（他们“君主万岁！”的喊声写入了赞歌中）。

## 服装

### 君主礼服

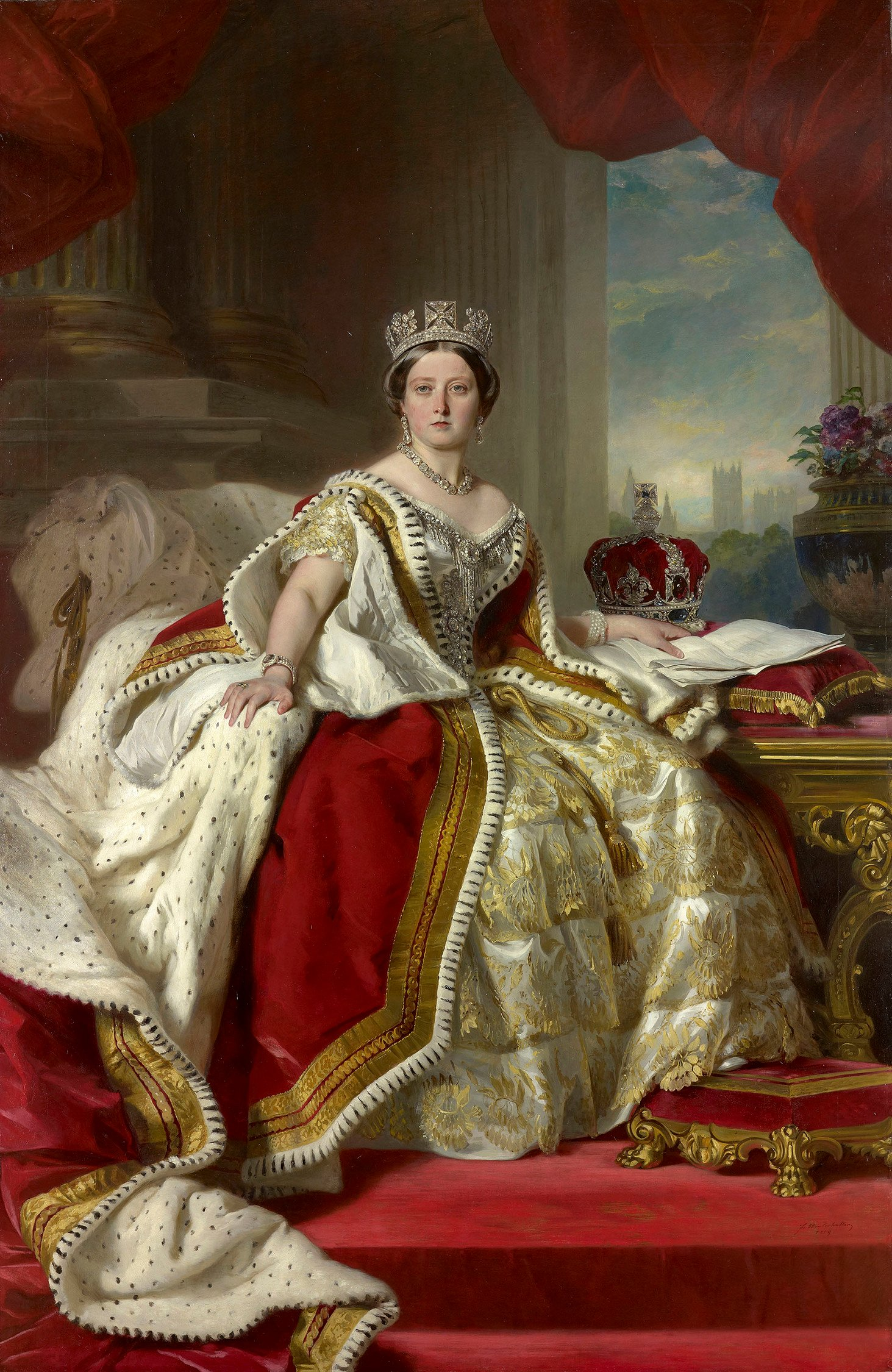
维多利亚女王的肖像，她身着加冕礼袍，头戴乔治四世的王冠

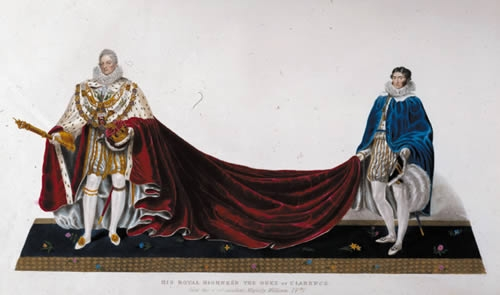
克拉伦斯公爵殿下的礼袍，他是王室公爵（即后来的威廉四世），图中另有男侍为他托起长袍。

君主在整个加冕过程中要穿着许多不同的礼服及其他服装：
- 绛红外衣 – 绝大多数加冕礼中的常规着装，穿在所有其他礼服之下。1953年，伊丽莎白二世着新制长袍代替了外衣。[38]
- 绛红天鹅绒国家礼服或议会礼服 – 加冕礼中的第一件礼服，进入威斯敏斯特教堂或主持国会开幕大典时着该礼服，包括貂皮披肩及绛红天鹅绒长裙摆，内衬为长毛貂皮金色蕾丝。[38]
- 涂圣油长袍 – 简单、无装饰的长袍，涂圣油时着该长袍。这件白色长袍没有任何装饰，在背后系紧固定。[38]
- Colobium sindonis（"白色束腰外衣"）– 授予君主的第一件长袍。这是一件宽松的白色衬衣，由上等亚麻布制成，镶有蕾丝边，侧面开口、无袖，低领口。这件长袍象征皇室权威来自人民。[38]
- Supertunica礼服 – 授予国王的第二件长袍。这件长袍长及脚踝，由金缎制成，宽袖口，内衬玫瑰色丝绸，镶有金色蕾丝边，织有国徽图案，由佩剑腰带系紧。这件长袍的设计来源于由拜占庭帝国领事的礼服制服。[38]
- 皇室礼服或宴会大披肩 – 加冕礼中的主要礼服，加冕时即着此礼服。[35]这件礼服是一件四方斗篷，内衬绛红色丝绸，四角饰有银色小冠冕、国徽及银色帝国鹰（即白肩雕）。这件礼服本质上是世俗的，而非宗教礼拜式的。[38]
- 皇室披肩或armilla礼服 – 由金缎制成的披肩，搭配皇室礼服，有大量金线或银线刺绣，饰有珍珠，内衬玫瑰色丝绸，饰有金边。[38]
- 紫色外衣 – 与绛红色外衣相配，在加冕礼的最后一部分穿着。[38]
- 紫色天鹅绒帝国礼服 – 这件礼服在加冕礼结束，走出威斯敏斯特大教堂时穿着，包括刺绣貂皮披肩，紫色丝绒裙摆，裙摆饰有加拿大貂皮镶边，内衬纯丝质英国缎。这件紫色礼服与罗马帝国皇帝礼服相呼应。[38]

不同于与王权象征物相关的历史与传统，绝大多数加冕礼的礼服都是为君主新做的，但Supertunica礼服与皇室礼服是例外，这两件礼服的历史都可追溯至1821年乔治四世的加冕礼。

### 貴族服装

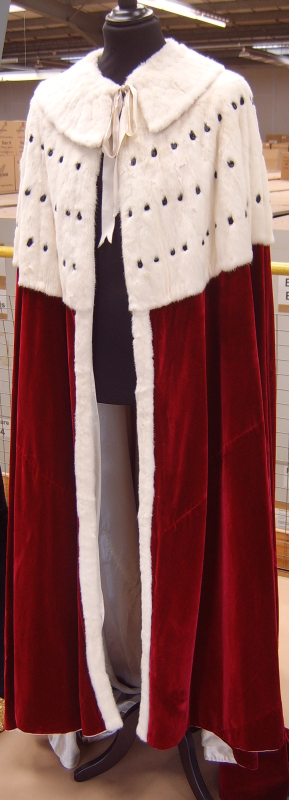
一位伯爵的加冕礼长袍

一些参与者穿特制的服装、制服或礼服。贵族的礼服包括一件长绛红天鹅绒外套和一个貂皮披肩。披肩上装饰有海豹皮制成的圆点，圆点的行数与贵族的等级对应，公爵有四行圆点装饰，侯爵有三行半，伯爵有三行，子爵两行半，男爵和国会大臣则只有两行。皇家公爵有六行貂皮，披肩正面饰有貂皮，并有长长的裙摆，由男侍者提起。贵族夫人的等级不与豹皮圆点装饰对应，而是与裙摆的长度及镶边的貂皮宽度对应。公爵夫人裙摆长两码（两米），侯爵夫人裙摆长一又四分之三码，伯爵夫人裙摆长一码半，子爵夫人一又四分之一码，男爵夫人及淑女裙摆长一码（一米）。公爵夫人貂皮镶边宽五英寸（127毫米），侯爵夫人四英寸（102毫米），伯爵夫人三英寸（76毫米），子爵夫人、男爵夫人和淑女两英寸。贵族及贵族夫人的礼服只在加冕礼时使用。提斗篷的人穿吊袜束袍及都铎式内裙。

### 王冠与小冠冕
贵族与绝大多数皇室成员戴小冠冕。这种小冠冕的装饰依据佩戴者地位与君主的关系装饰有不同的纹章标志。法定继承人的小冠冕饰有四个十字纹，间有四朵鸢尾花，上饰有拱形装饰。君主的孩子与兄弟姐妹所戴的小冠冕装饰与法定继承人相同，但無拱形装饰。法定继承人的孩子所戴者饰有四朵鸢尾花，两个十字纹及两片草莓叶。第四种皇冠由君主的儿子与兄弟之子所戴，上面饰有四个十字纹及四片草莓叶。在加冕礼上，贵族所戴均为上述小冠冕，而非依据封号制作的冠冕。公爵所戴冠冕饰有八片草莓叶，侯爵的冠冕有四片草莓叶，间有四个凸起的银球，伯爵的冠冕有八片草莓叶，间有八个凸起的银球，子爵的冠冕有十六个凸起的银球，男爵的冠冕有六个突起的银球。贵族夫人使用的装饰相同，只是她们的冠冕用小一点的头环。
除了国王与王后，另外唯一有权戴王冠（与小冠冕相对）的是首席纹章官，首席纹章官是掌管纹章的资深官员。Garter、Clarenceaux及Narroy and Ulster的首席纹章官管辖英格兰、威尔士及北爱尔兰的纹章，苏格兰首席纹章官负责管辖苏格兰地区的纹章。此外巴斯勋章、圣米迦勒及圣乔治勋章及大英帝国勋章的获得者都是首席纹章官，但他们的角色仅仅是仪式性的，只是由于获得了勋章，因此可在加冕礼与Garter首席纹章官一样，头戴王冠，且王冠的装饰也一样。他们所戴的王冠由16片高矮相间的叶形装饰组成，王冠上刻有拉丁文“Miserere mei Deus secundum magnam misericordiam tuam（主啊，求你怜恤我，按你的慈爱怜恤我）”，出自于圣经赞美诗第51篇。
乔治三世之前，苏格兰首席纹章官在加冕礼上戴苏格兰王冠的复制品，此后則戴这种叶形装饰王冠，但2004年制作出新的苏格兰王冠复制品后，他将在加冕礼上改戴苏格兰王冠复制品。

### 其他参与者
除了王室之外，许多政治人物也参加加冕仪式，这些政治人物包括英国首相、英国内阁的所有成员、总督、英联邦王国首相、英国直辖殖民地长官以及独立国家的国家元首。按惯例，加冕礼也邀请其他国家的高级官员及代表参加。

### 宾客
在20世纪，不直接参加加冕礼的宾客着宫廷礼服或全套晚礼服，女士着长晚礼服，戴冕状头饰或类似物。

## 认证与宣誓

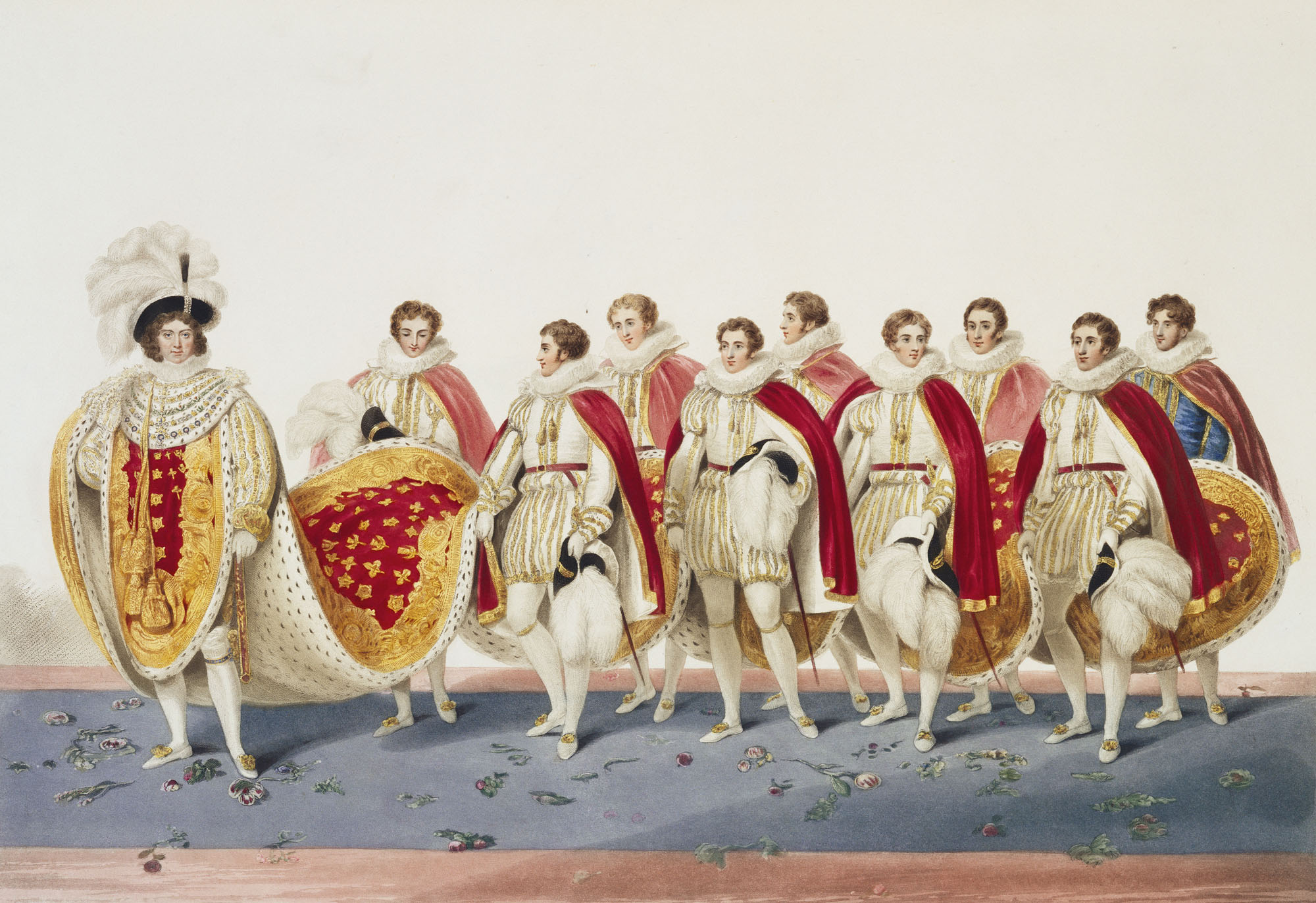
乔治四世的长袍袍摆由八个贵族的长子和礼袍司托起。从左到右：国王、亨利·霍华德，第十三代诺福克公爵，阿瑟·韋爾斯利，第二代威靈頓公爵、詹姆斯·蓋斯科因-塞西爾，第二代梳士巴利侯爵、乔治·普拉特，第二代康登侯爵、亨利·佩吉特，第二代安格尔西侯爵、乔治·楚姆利，第二代楚姆利侯爵、乔治·罗登-海斯廷斯，第二代海斯廷斯侯爵，亨利·彻特温德-塔尔波特，第十八代谢斯伯利伯爵和弗朗西斯·科宁厄姆，第二代科宁厄姆侯爵。

君主走进威斯敏斯特大教堂时身着绛红外衣及绛红天鹅绒国家礼服。
君主坐上王座后，嘉德首席纹章官、坎特伯雷大主教、大法官、掌礼大臣、 宫廷大臣以及纹章院院长前往大教堂的东、南、西、北四个方向，在每个方向大主教都会念诵祷文，希望君主获得承认。
“先生们，我在此向你们介绍……，你们不容置疑的国王（女王），今天到场的各位要向他效忠，为他服务，你们愿意吗？”
四个方向的人民为君主欢呼后，主教开始主持君主的宣誓。光荣革命以来，1688年加冕礼宣誓法案提出了许多要求，其中包括君主“承诺并宣誓依据议会法令、法律、习俗统治英格兰王国及所属领土”。这个誓言曾未经法律允许被修改过，例如伊丽莎白二世在加冕礼上与大主教的对话如下：
坎特伯雷大主教：“你是否愿意庄严承诺，宣誓统治大不列颠及北爱尔兰联合王国、加拿大、澳大利亚、新西兰、南非联邦、巴基斯坦、锡兰各国及你属地的人民，管理他们的土地，并在统治中尊重他们各自的法律与习俗？”
女王：“我愿庄严承诺。”
坎特伯雷大主教：“你是否愿意怀着仁慈之心，尽己所能，把法律和正义事业交由法官手里？”
女王：“我愿意。”
坎特伯雷大主教：“你是否愿意尽己所能，维持上帝的律法，遵守福音书的真正教导？你是否愿意尽己所能，在大不列颠及北爱尔兰联合王国维持法律确立的改革后的新教？你是否愿意维持、保护神圣不可侵犯的英国国教，维持并保护其由法律确立的教义、崇拜、原则及其统治？你是否愿意保护法律赋予主教、英格兰神职人员及其主持的教堂的权利与特权？”

女王：“我承诺遵守上述所有要求。我将遵守并实现承诺，愿上帝保佑我。”
此外，加冕礼之前，君主还另外宣誓保护长老在苏格兰长老会的统治。
宣誓结束后，一名神职人员呈上圣经，称：“此乃智慧；此乃皇家律法；此乃神谕”。这本圣经是钦定版圣经，包括经外书。在伊丽莎白二世的加冕礼上，圣经是苏格兰长老会全体大会主持人呈上的，呈上圣经后便举行圣餐仪式，但尼西亚信经宣言中断了圣餐仪式。

## 涂圣油与加冕

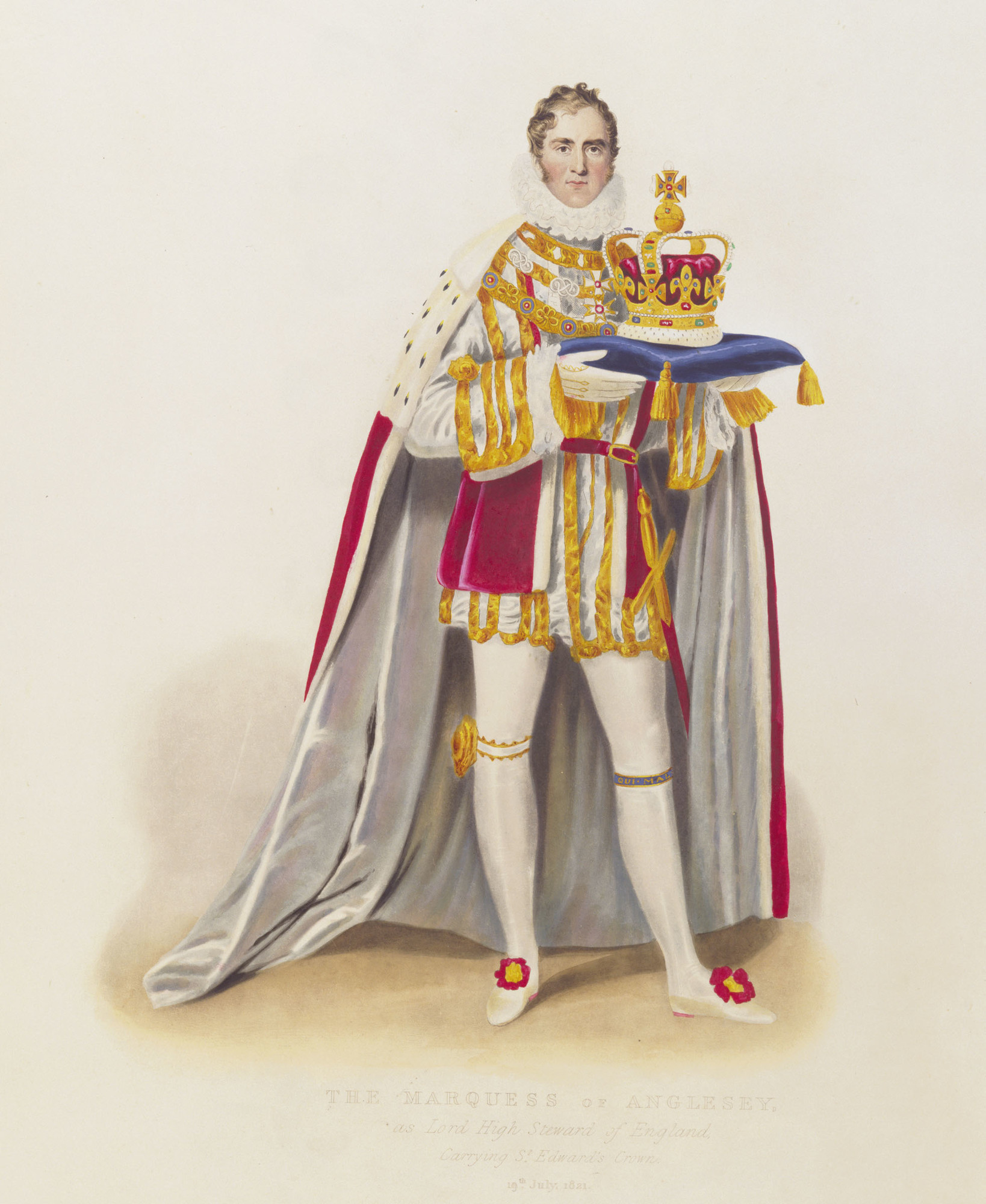
在乔治四世的加冕礼上，安格尔西侯爵一世手捧圣爱德华皇冠。

圣餐禮中断后，君主便不再穿绛红外衣，而是身着涂圣油长袍走向位置最显著的圣爱德华宝座。1953年，圣爱德华宝座设在有几级台阶的高台上。这把中世纪的宝座在基座处有一个缺口，加冕礼时用来放置斯昆石，也称“命运之石”，古时在苏格兰加冕礼上使用，后来被爱德华一世带到英格兰，此后一直用于威斯敏斯特教堂的加冕礼。1996年以前这块石头一直和宝座一起被保存在威斯敏斯特教堂，到1996年，“命运之石”归还苏格兰，除加冕礼上使用的时候，其他时间都放在爱丁堡城堡展出。
君主坐上王座后，为涂圣油，会有人在其头顶撑起一个华盖。在最近的几个加冕礼中，华盖是由四个获嘉德勋章的骑士撑起的。加冕礼中涂圣油这一部分被认为是神圣的，因此一直没有公开供公众观看；1937年及之前，没有拍摄过这一部分；1953年及之前，这一部分没有在电视上播出过。西敏寺主持牧师将圣油从鹰状圣油瓶倒入勺中，坎特伯雷大主教用手将圣油涂到君主的手、头、心上。这个饰有金银丝的勺子是中世纪王冠宝石中唯一流传到当今英國的部分。最后大主教念诵祷文，涂圣油的部分就此结束。
随后，君主换上colobium sindonis礼服，外面套上supertunica礼服。
掌礼大臣呈上马刺，代表骑士精神，随后坎特伯雷大主教与其他主教一起向君主呈上国家之剑。随后君主再次换装，在supertunica礼服上再加一件皇室礼服及皇室披肩。接下来，大主教将象征王权之物呈送君主。首先呈递的是十字聖球：一个中空金质球体，装饰有无数宝石与半宝石，宝球之上有一个十字架，代表耶稣统治世界。君主接过宝球后，宝球立即送还圣桌。随后，君主收到一枚戒指，代表他/她与国家的“婚姻”。接着呈上鸽饰权杖（因为权杖上有一个代表圣灵的鸽子而得名）与十字架权杖（镶有“卡利南一世”钻石）。君主执权杖，随后坎特伯雷大主教为君主戴上圣爱德华王冠，众人齐声道“天佑国王/女王”，然后戴上自己的小冠冕及帽子，伦敦塔此时鸣放礼炮。

## 仪式结束

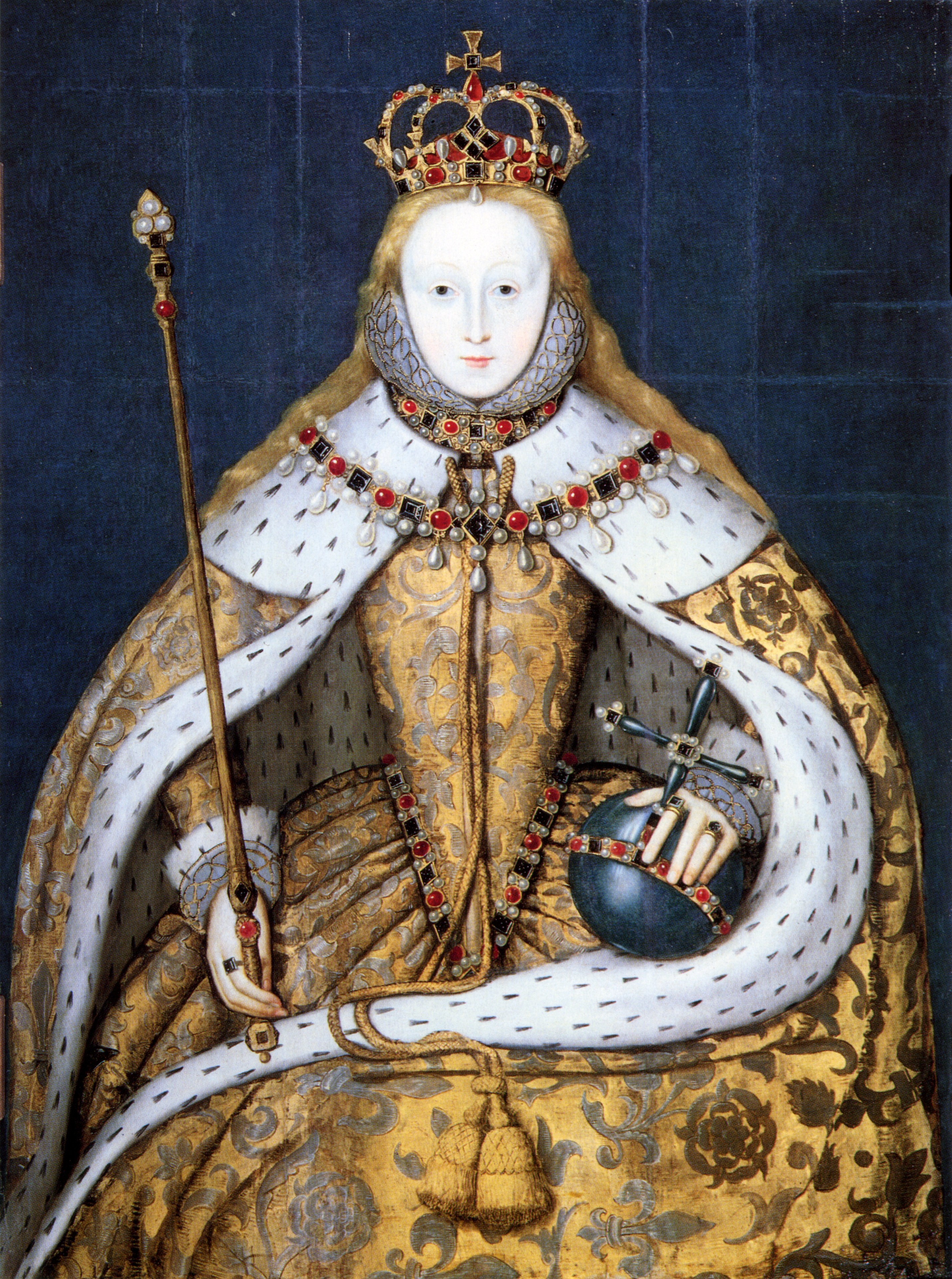
在加冕礼结束时，伊丽莎白一世头戴王冠，右手持权杖，左手持宝球。

随后君主戴上王冠，大主教与主教宣誓效忠：“我，……（名字），……大主教/主教（职位），愿忠于我们的君主，王国的国王（女王）信仰的守护者，忠于君主的法定继承人。愿上帝保佑我。”贵族随后宣誓：“我，……（名字），……公爵/侯爵/伯爵/子爵/男爵（头衔）愿誓死做你的臣子，崇拜你；无论生死，我都力排众议效忠于你。愿上帝保佑我”。神职人员在坎特伯雷大主教的带领下一起宣誓。随后，皇室成员逐个单独宣誓效忠，贵族在每个等级首领的带领下宣誓效忠，第一公爵带领公爵们宣誓，第一侯爵带领侯爵们宣誓，以此类推。
若举行王后加冕礼，则在人们向国王致敬后立即举行一个简单的仪式，为王后涂圣油、加冕。先前中断的圣餐礼此时继续进行并得以完成。
君主随后走出加冕礼堂，进入圣爱德华聖堂（也位于西敏寺内）, 走在君主之前的是执国家之剑者、执精神正义之剑者、执现世正义之剑者及执仁慈之剑（钝剑尖）者。君主所戴王冠、所持权杖及其他王权象征物都置于圣坛之上；君主换下皇室礼服、皇室披肩与绛红外衣，换上紫色外衣、紫色天鹅绒帝国礼服；随后戴上帝国王冠，拿起带着十字架和宝球的权杖；最后全体宾客齐唱英国国歌，国王在国歌声中离开教堂。

## 音乐
加冕礼上使用的音乐主要是古典音乐与宗教音乐。大部分合唱音乐歌词都来自圣经，自973年埃德加国王以来，这类合唱音乐便一直在加冕礼上使用，被称为加冕礼赞歌。英格兰宗教改革以来，宫廷音乐家通常是国王御用音乐大臣都被委任为传统歌词创作作新曲。最常使用的音乐片段是格奥尔格·弗里德里希·亨德尔作的祭司撒督，这是他为1727年乔治二世的加冕礼所作的四首赞歌之一，此后的加冕礼都使用了这首赞歌，其他音乐都没有这样的殊荣。此前亨利·劳斯为1661年查理二世的加冕礼所作的曲和托马斯·汤姆金斯为1621年查理一世的加冕礼所做的曲都是根据这个歌词而谱的。
19世纪，加冕礼上经常使用欧洲主要作曲家的作品，但在1902年，弗雷德里克·布里奇爵士被任命为爱德华七世加冕礼的音乐总监，他使用了四百年来英国创作的音乐，包括托马斯·塔利斯、奥兰多·吉本斯、亨利·珀塞尔的作品，也包括当时的作曲家阿瑟·萨利文、查尔斯·维利尔斯·斯坦福、约翰·斯坦纳等人的作品。休伯特·帕里的《我曾喜悦》代替托马斯·阿特伍德在1831年所作的曲子，成为1902年加冕礼的入场音乐。这首作品包括一个中间桥段，以便西敏公学女王奖学金获得者行使自己的权利，在君主进入加冕礼堂时高呼“vivats”（万岁），做第一个为君主欢呼的人。除了这首曲子以外，查尔斯·维利尔斯·斯坦福于1911年所作的荣归主颂以及英国国歌天佑吾王也经常在加冕礼中使用。伊丽莎白二世加冕礼上使用的音乐包括乔治·戴森爵士、戈登·雅各伯、威廉·亨利·哈里斯爵士、赫伯特·豪威尔斯、威廉·沃尔顿、塞缪尔·塞巴斯蒂安·卫斯理、拉尔夫·沃恩·威廉斯以及英国出生、居住于加拿大的希利·威兰等人的作品。拉尔夫·沃恩·威廉斯建议使用公里教会的圣诗，女王与坎特伯雷大主教同意了，因此他重新创作了自己1928年编排的圣歌Old 100th—音乐版的英语圣歌百首（Psalm 100），适合集会，管风琴和管弦乐演奏的Jubilate Deo（意为“世间众人”），这一曲谱风靡英语世界，出现在所有节日场合中。

## 加冕礼晚宴

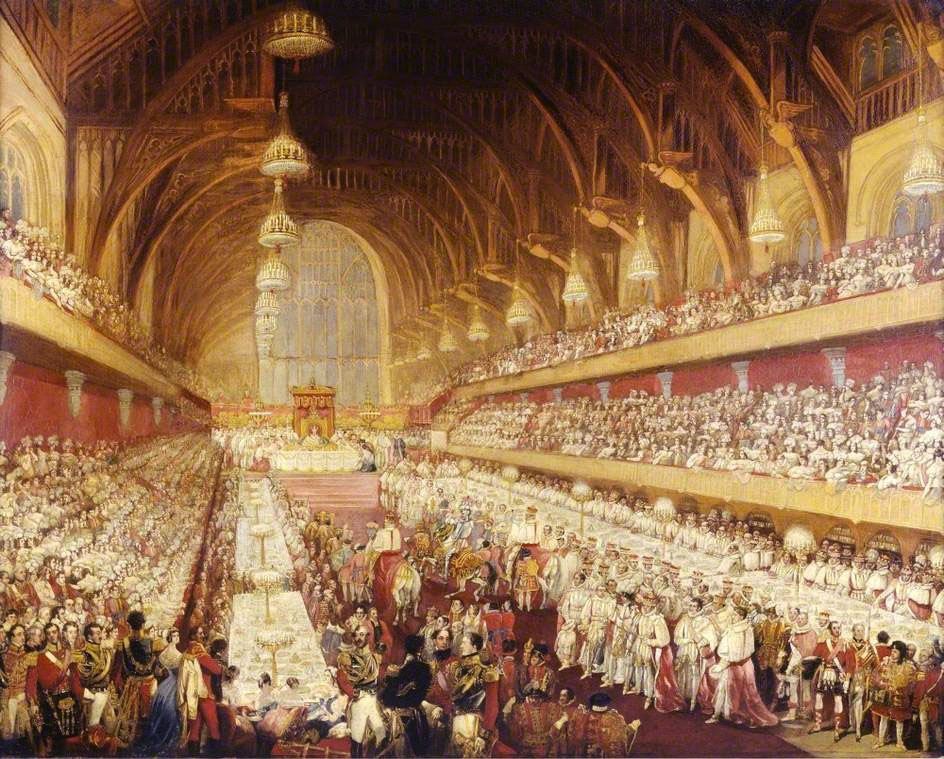
乔治四世的加冕礼晚宴于1821年在威斯敏斯特大厅举行；这是最后一次举行这样的宴会。

按传统，加冕礼后立即在威斯敏斯特宫的威斯敏斯特大厅举行晚宴（威斯敏斯特大厅也是议会大厅），国王/女王骑士（King or Queen's Champion，由与scrivelsby庄园相关的迪莫克（Dymoke）家族掌管）身着骑士盔甲，骑马进入大厅，同时骑马进入大厅的还有其右侧的宫廷大臣及左侧的纹章院院长，接着传令官宣布国王/女王骑士已经准备好与违抗君主的人一战。1800年后，这一环节的形式如下：
“如有任何人胆敢否认我们的君主--大不列颠及爱尔兰联合王国国王、信仰守护者、先王之子，不承认他是大不列颠及爱尔兰王国帝国王冠的合法继承人，或认为他不该拥有这一切，那么君王的骑士在此，谁声称我们的君主是欺骗众人的虚伪叛徒，就站出来与他的骑士一战，他的骑士不论哪天被指命都会准备好奋不顾身为君主作战。”
随后，国王骑士便扔下他的金属护手。这一仪式会在大厅中心及宴会贵宾席上重复举行（君主会在这些地方坐下）。接下来君主会用金杯为骑士干杯，并将金杯赐给骑士。维多利亚女王加冕典礼上废除了这一仪式，此后再没有恢复。
英格兰首席专职管家、英格兰王室内务总管和苏格兰王室内务总管的人也会参加加冕宴会。
1821年乔治四世以来的加冕礼都没有举行晚宴。乔治四世的加冕礼是历史上最精致的；乔治四世的兄弟，也是他的继任者，威廉四世没有举行晚宴，威廉削减巨额的晚宴的愿望现在已经成了惯例。1902年大臣曾考虑为爱德华七世举行晚宴，但他突然身体不适使计划搁浅。1953年开发出加冕鸡这道菜作为宾客的非正式晚餐。

## 登基成为印度君主
维多利亚女王于1876年得到印度女皇的头衔。1877年1月1日德里举行了一场宫廷仪式公布这一消息。维多利亚女王没有亲自参加这一仪式，但她派了印度总督利顿伯爵作为她的代表。1903年1月1日也举行了类似的仪式，庆祝爱德华七世继位，爱德华七世派了他的兄弟康诺特公爵作为代表。1911年，乔治五世也举行了类似仪式，但这次国王与王后亲自参加了仪式。由于普遍认为在一个大体非基督教国家举行涂圣油与加冕仪式不合宜，因此乔治五世没有在印度加冕，他头戴皇冠走进仪式现场。法律禁止英国王权象征物离开本土，因此乔治五世命人制作了另一个冠，即印度帝国皇冠。登基后，印度皇子表示效忠于他。此后一些政治决定如将首都从加尔各答迁至德里都是在这里宣布的。1948年，印度独立一年后乔治六世放弃了印度皇帝的头衔，此后再也没有类似的仪式。

## 脚注
1. 1 2 3 4 5  Royal Household. . Royal events and ceremonies.   [28 July 2010]. （原始内容存档于2021-01-16）.
2. ↑  Churchill, Winston (1966). The Birth of Britain p.134. Dodd, Mead.
3. ↑  The Coronation Service of Her Majesty Queen Elizabeth II, HMSO 1953 (pp. 14-17)
4. ↑  Bates, Oxford Dictionary of National Biography
5. ↑  Prestwick, Oxford Dictionary of National Biography
6. ↑  Phillips, Oxford Dictionary of National Biography
7. 1 2  Griffiths, Oxford Dictionary of National Biography
8. 1 2  . . Oxford University Press. 2004  [14 October 2007]. （原始内容存档于2015-09-24）.
9. ↑  Matthew, Oxford Dictionary of National Biography
10. ↑  . . Oxford University Press. 2004  [14 October 2007]. （原始内容存档于2015-09-24）.
11. ↑  Royal Household. . Royal events and ceremonies.   [28 July 2010]. （原始内容存档于2015-05-31）.
12. ↑  .   [28 July 2010]. （原始内容存档于2009-05-07）.
13. ↑  Strong, Coronation, p72
14. ↑  Ridgeway, Oxford Dictionary of National Biography
15. ↑  Morrill, Oxford Dictionary of National Biography
16. ↑  Keefe, Thomas K., Oxford Dictionary of National Biography
17. ↑  Spigelman, J.J. . . Sydney: Supreme Court of New South Wales. 8 October 2002  [2 November 2007]. （原始内容存档于26 November 2007）.
18. ↑  Strong, Coronation, pp xxx–xxxi, although the dates of the coronations of three queens are unknown
19. ↑  van Houts, Oxford Dictionary of National Biography
20. ↑  Strong, pp xxx–xxxi
21. ↑  Woolley, Coronation Rites, p199
22. ↑  See for example, The Times, 29 October 1952, p4
23. ↑  Strong, Coronation, p433–435
24. ↑  Yvonne Demoskoff. .   [28 July 2010]. （原始内容存档于2011-06-04）.
25. 1 2  Velde, François. . Heraldica.   [28 July 2010]. （原始内容存档于2010-07-29）.
26. 1 2  . Buckingham Palace press releases. 23 May 2003  [28 July 2010]. （原始内容存档于2012-02-09）.
27. 1 2  Maer, Lucinda; Gay, Oonagh.  (PDF). House of Commons Library. 27 August 2008  [28 July 2010]. （原始内容存档 (PDF)于2012-10-01）.
28. ↑  Hilliam, Crown, Orb & Sceptre, p16
29. ↑  Hilliam, Crown, Orb & Sceptre, p48
30. ↑  Strong, Coronation, p205
31. ↑  Strong, Coronation, p337
32. ↑  Patrick Collinson, "Elizabeth I (1533–1603)"[], Oxford Dictionary of National Biography, Oxford University Press, 2004; online edn, January 2012, doi:10.1093/ref:odnb/8636 需要订阅或英国公共图书馆会员资格
33. 1 2  Encyclopædia Britannica (1911), Lord High Steward
34. ↑  Encyclopædia Britannica (1911), Lord High Constable
35. 1 2 3 4 5 6 7 8 9 10 11 12 13 14 15 16 17 18  Kershaw, Simon. . 2002  [28 July 2010]. （原始内容存档于2016-10-07）.

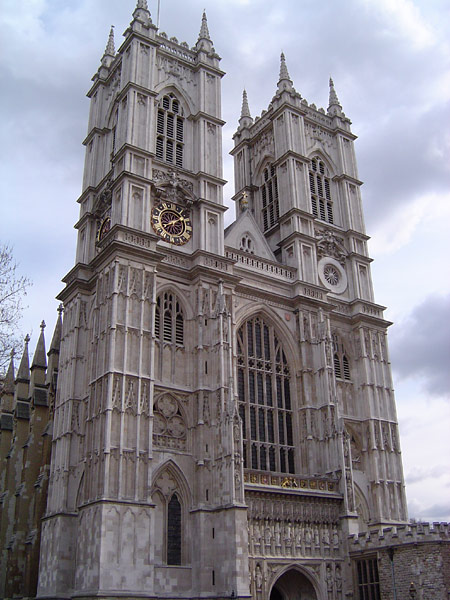
英国君主加冕礼在西敏寺举行。

36. ↑  Brighton and Hove Museums. . Coronation of George IV.   [28 July 2010]. （原始内容存档于2009-05-08）.
37. ↑  Crown Office, Minutes of the proceedings of the Court of Claims
38. 1 2 3 4 5 6 7 8 9 10  Cox, N. . Arma. 1999, 5 (1): 271–280.
39. ↑  Rose, Tessa. . London: HMSO. 1992: 100. ISBN 0-11-701361-7.
40. ↑  Cox, N. . Arma. 1999, 5 (1): 289–293.
41. ↑  Cox, N. . The Double Tressure. 1999, 22: 8–13.
42. 1 2  Chambers's Encyclopædia (1863), King of Arms
43. ↑  The College of Arms. . About the College of Arms.   [21 July 2010]. （原始内容存档于29 July 2010）.
44. ↑  .   [21 July 2010]. （原始内容存档于2009-08-02）.
45. ↑  See e.g. (Order of the Bath), . 倫敦憲報. 25 May 1847: 1956  [21 July 2010]. (Order of the British Empire) . 倫敦憲報. 29 December 1922: 9160  [21 July 2010].
46. ↑  The Scotsman. . Edinburgh. 13 July 2003  [12 February 2011]. （原始内容存档于2011-06-29）.
47. ↑  . legislation.gov.uk.   [2015-08-13]. （原始内容存档于2017-02-23）.
48. ↑  Carefoote, P.J.  (PDF). The Halcyon: the Newsletter of the Friends of the Thomas Fisher Rare Books Library (University of Toronto). June 2006  [28 July 2010]. ISSN 0840-5565. （原始内容存档 (PDF)于2011-09-26）.
49. 1 2  . Westminster Abbey.   [1 October 2007]. （原始内容存档于17 January 2008）., Image of 'Completed Coronation Theatre' at bottom.
50. ↑  .   [7 October 2007]. （原始内容存档于24 October 2007）.
51. ↑   (PDF). The Anglican Communion. 2 June 2003  [26 October 2007]. （原始内容 (PDF)存档于2 May 2005）.
52. 1 2  Royal Household. . The Royal Collection and other collections.   [28 July 2010]. （原始内容存档于2015-10-08）.
53. ↑  Hilliam, Crown, Orb & Sceptre, p209
54. ↑  Hilliam, Crown, Orb & Sceptre, p212–3
55. ↑  Hilliam, Crown, Orb & Sceptre, p210
56. ↑  Hilliam, Crown, Orb & Sceptre, p211–2
57. ↑  Range, Matthias (2012), Music and Ceremonial at British Coronations: From James I to Elizabeth II, Cambridge University Press, 978-1-107-02344-4 (p. p.282)
58. ↑  Richards, Jeffrey (2001), Imperialism and Music: Britain, 1876-1953, Manchester University Press, ISBN 0-7190-6143-1  (p. 104)
59. ↑  Hughes, Music of the Coronation over a Thousand Years
60. ↑  .   [7 October 2007]. （原始内容存档于24 October 2007）.
61. ↑  Music for the Coronation, p306
62. 1 2 3  Encyclopædia Britannica (1911), Coronation
63. 1 2  Bruce, Keepers of the Kingdom, p29
64. ↑  Strong, Coronation, p374–5
65. ↑  . 倫敦憲報. 28 April 1876: 2667  [14 November 2007].
66. ↑  The Times, 2 January 1877, p5
67. ↑  The Times, 2 January 1903, p3
68. ↑  Hilliam, Crown Orb & Sceptre, p185–6

## 扩展阅读
- Bates, David. . . Oxford University Press. 2004. doi:10.1093/ref:odnb/29448.
- Brighton and Hove Museums. . Coronation of George IV.   [28 July 2010]. （原始内容存档于2009-05-08）.
- Bruce, Alastair; Calder, Julian; Cator, Mark. . London: Seven Dials. 2000. ISBN 1-84188-073-6.
- Cox, N. . Arma. 1999, 5 (1): 289–293.
- Cox, N. . Arma. 1999, 5 (1): 271–280.
- Cox, N. . The Double Tressure. 1999, 22: 8–13.
- .   [28 July 2010]. （原始内容存档于2009-05-07）.
- Griffiths, R.A. . . Oxford University Press. 2004. doi:10.1093/ref:odnb/12953.
- Hilliam, David. . Stroud: Sutton. 2001. ISBN 0-7509-2538-8.
- Hughes, Anselm. . Proceedings of the Royal Musical Association, 79th Sess. 1953, 79: 81–100. JSTOR 766213.
- Keefe, Thomas K. . . Oxford University Press. 2004. doi:10.1093/ref:odnb/12949.
- Kershaw, S. . 2002  [28 July 2010]. （原始内容存档于2021-02-11）.
- Matthew, H.C.G. . . Oxford University Press. 2004. doi:10.1093/ref:odnb/33370.
- . . Oxford University Press. 2004  [14 October 2007]. （原始内容存档于2015-09-24）.
- . . Oxford University Press. 2004  [14 October 2007]. （原始内容存档于2015-09-24）.
- Morrill, John. . . Oxford University Press. 2004. doi:10.1093/ref:odnb/6765.
- Phillips, J.R.S. . . Oxford University Press. 2004. doi:10.1093/ref:odnb/8518.
- Prestwick, Michael. . . Oxford University Press. 2004. doi:10.1093/ref:odnb/8517.
- Ridgeway, H.W. . . Oxford University Press. 2004. doi:10.1093/ref:odnb/12950.
- Rose, Tessa. . London: HMSO. 1992. ISBN 0-11-701361-7.
- Royal Household. . Royal events and ceremonies.   [28 July 2010]. （原始内容存档于2015-05-31）.
- Royal Household. . Royal events and ceremonies.   [28 July 2010]. （原始内容存档于2021-01-16）.
- Royal Household. . The Royal Collection and other collections.   [28 July 2010]. （原始内容存档于2015-10-08）.
- Strong, Sir Roy. . London: HarperCollins. 2005. ISBN 0-00-716054-2.
- The St Andrews Fund for Scots Heraldry. .   [3 November 2007]. （原始内容存档于2008年1月17日）.
- van Houts, Elisabeth. . . Oxford University Press. 2004. doi:10.1093/ref:odnb/18335.
- Velde, François. . Heraldica.   [19 October 2007]. （原始内容存档于2010-07-29）.
- Maer, Lucinda; Gay, Oonagh.  (PDF). House of Commons Library. 27 August 2008  [28 July 2010]. （原始内容存档 (PDF)于2012-10-01）.
- Westminster Abbey. .   [7 October 2007]. （原始内容存档于24 October 2007）.
- Westminster Abbey. .   [7 October 2007]. （原始内容存档于18 October 2007）.
- Westminster Abbey. .   [7 October 2007]. （原始内容存档于24 October 2007）.
- Woolley, Reginald Maxwell. . Cambridge: Cambridge University Press. 1915.
- . Buckingham Palace press releases. 23 May 2003  [28 July 2010]. （原始内容存档于2012-02-09）.
- . Crown Office. 1952.
- . The Musical Times. July  1953, 94 (1325): 305–307. JSTOR 933633. doi:10.2307/933633.
- "Coronation." (1911). Encyclopædia Britannica, 11th ed. London: Cambridge University Press.
- . . Edinburgh: W & R Chambers: 796–7. 1863.
- "Lord High Constable." (1911). Encyclopædia Britannica, 11th ed. London: Cambridge University Press.
- "Lord High Steward." (1911). Encyclopædia Britannica, 11th ed. London: Cambridge University Press.